# خوانده راموس
| پرسپولیس = ۲۰۲۴–۲۰۲۳
خوان دی لا کروز راموس کانو ملقب به خوانده راموس (انگلیسی: Juande Ramos؛ زادهٔ ۲۵ سپتامبر ۱۹۵۴)، استان سیوداد رئال، اسپانیا، یک بازیکن سابق فوتبال و سرمربی اهل اسپانیا است. وی که تا می ۲۰۱۴ سرمربی دنیپرو اوکراین بود، سابقه سرمربی‌گری در
رئال مادرید نیز دارد.
از باشگاه‌هایی که در آن بازی کرده‌است می‌توان به الچه اشاره کرد. وی در پست هافبک بازی می‌کرده و در سن ۲۸ سالگی به دلیل مصدومیت زانو از فوتبال کناره‌گیری کرد.